# Lino Marzoratti
Pour les articles homonymes, voir Marzoratti.
Lino Marzoratti est un footballeur italien né le 12 octobre 1986 à Rho, dans la province de Milan, en Lombardie. 
Formé au Milan AC, il évolue au poste de défenseur central pour le club du Modène FC en Serie A.
Il a participé à la Coupe du monde des moins de 20 ans 2005 avec l'équipe d'Italie des moins de 20 ans. Il possède 15 sélections en équipe d'Italie espoirs. Sa première sélection avec les espoirs a eu lieu le 12 décembre 2006 lors d'un match face à l'équipe espoirs du Luxembourg. Il participe au Championnat d'Europe de football espoirs en 2009, où l'Italie est éliminée 1-0 par l'Allemagne en demi-finale. Il participe aussi aux Jeux olympiques en 2008.

## Clubs
- 2004-2006 : Milan AC  Italie
- 2006-2011 : Empoli FC  Italie
  - 2009-2010 : Cagliari Calcio  (prêt)
- 2011-jan. 2014 : US Sassuolo
- depuis jan. 2014 : Modena FC

## Sélections
- 2002 : Italie -16 ans : 3 matchs, 0 but
- 2002-2003 : Italie -17 ans : 15 matchs, 0 but
- 2004-2005 : Italie -19 ans : 11 matchs, 0 but
- 2005-2006 : Italie -20 ans : 7 matchs, 0 but
- 2006-2008 : Italie Espoirs : 15 matchs, 0 but

## Palmarès
- 1 Tournoi de Toulon : 2008